# Младенович, Милан
Ми́лан Младе́нович (серб. Милан Младеновић; 21 сентября 1958 года, Загреб — 5 ноября 1994 года, Белград) — югославский и сербский рок-музыкант, бывший вокалист, гитарист и автор многих текстов белградской рок-группы Екатарина Велика.

## Биография
Милан Младенович родился 21 сентября 1958 года в Загребе, в семье военнослужащего Югославской Народной Армии. Отец, Спаса, был сербом, а мать, Даница — хорваткой. Когда Милану исполнилось шесть лет, его отца перевели на службу в Сараево, и мальчик был вынужден привыкать к новому окружению. Когда Милан пошёл в четвёртый класс, отец купил ему акустическую гитару.
После того как Милану исполнилось 12 лет, семья снова должна была переехать — на этот раз в Белград. Со временем в новом для себя городе Милан пошёл учиться в 12-ю белградскую гимназию, где он познакомился с молодыми людьми, которые увлекались кино и музыкой.
Вместе со своим одноклассником Гаги Михайловичем в конце семидесятых они основали группу «Лимуново дрво», пытаясь играть в стиле хард-рок. Единственным творческим наследием «Лимуново дрво» остались только записи их концертов. В то время Милан увлекался творчеством таких певцов, как Элвис Костелло, Пол Веллер и Энди Партридж из британской группы «XTC».
Чуть позже к группе присоединились новые члены, Душан Коя и Иван Вдович по прозвищу «VD». С появлением новых членов группа сменила свой стиль — они решили экспериментировать с популярной в то время Новой волной, или — как называли этот стиль в Югославии — Нови Талас. Такие изменения не понравились Михайловичу, и он решил уйти из коллектива. Музыканты решили остаться втроём и, сменив название на «Šarlo akrobata», выпустили в середине лета 1981 года свой единственный студийный альбом «Бистрији или тупљи човек бива кад…». Несмотря на то, что альбом был хорошо принят критиками, коммерческого успеха он не имел. После этого, из-за разногласий между Душаном и Миланом, группа прекратила существование.
В конце 1981 года Милан вместе с тем же Гагой Михайловичем сформировали новую группу — «Катарина II». В начале следующего года у группы появилась клавишница Маргита «Маги» Стефанович, а в 1983 году к коллективу присоединились басист Боян Печар и бывший барабанщик из «Шарло Акробата» Иван Вдович. В таком составе группа выпустила одноимённый альбом «Катарина II». Вскоре после этого у Михайловича возникли проблемы с законом, и он даже попал в тюрьму. Выйдя на свободу, он узнал о своём исключении из группы. Однако Михайлович закрепил за собой все права на название «Катарина II», из-за чего музыканты были вынуждены искать себе новое имя. Члены группы остановились на имени «Екатарина Велика», или сокращенно EKV. В следующем 1985 году вышел одноимённый альбом. После этого в 1986 году группа выпустила альбом «С' ветром уз лице» (Против ветра), который вознёс их на вершину югославского рок-движения, где они оставались до самого конца своего существования в 1994 году. Всего «Екатарина Велика» выпустила шесть успешных студийных альбомов.
Во второй половине 1980-х годов, кроме работы с ЕКВ, Милан также участвовал в различных отдельных проектах. Он был продюсером пластинок таких югославских групп, как «Густаф и његови добри духови» и «Фит». В 1985 году вместе с другими членами группы он снялся в фильме Горана Марковича «Тајванска канаста», а в следующем году в фильме Дарко Баича «Црна Марија» (Чёрная Мария), для которого группа написала песню «Bus Station». В конце восьмидесятых он написал музыку к театральному представлению, в которой принимали участие Влатко Стефановски из группы «Леб и сол», Джорж Эрич, Зоран Петрович и другие югославские рок-звезды.
Югославские войны, которые начались в начале 1990-х, очень лично задели Милана. Родившись в полиэтнической семье и успев пожить среди представителей разных конфессий и национальностей, он стал убеждённым космополитом и пацифистом. В своих интервью тех времен он много говорил о своей обеспокоенности за судьбу государства и людей. На пластинках «ЕКВ», вышедших в то время, присутствует много ссылок и аллюзий на состояние югославского общества в те трудные времена. Сама группа «Екатарина Велика» принимала активное участие во многих антивоенных мероприятиях. Одним из них стал концерт на Олимпийском стадионе в Сараево, на котором группа выступала вместе с вокалисткой группы «Октобар 1864» перед почти пятидесятитысячной аудиторией.
Позже, вместе с членами других белградских групп «Партибрејкерс» и Електрични оргазам, был создан проект «Римтутитуки», творческая активность которого была направлена на пацифискую пропаганду. Этой формацией был записан только один сингл «Слушај 'вамо!» с ключевым припевом «Мир, брате, мир», который был издан фирмой Б92. В свободную продажу этот сингл не попал — он бесплатно раздавался на улицах Белграда в рамках антивоенной кампании. В сентябре 1993 года эта формация выступила в Праге и Берлине, а также в Загребе (акция «Ко то тамо пјева»). Также было запланировано выступление в Баня-Луке, столице боснийских сербов, но Милан отказался там выступать, потому что во время войны там была разрушена старинная мечеть «Ферхадия».
Летом 1994 года Милан уехал в Бразилию, где вместе со своим другом Митаром Суботичем участвовал в создании альбома проекта «Angel’s Breath». По словам Милана, это определённый вид психоделического самба-рока с заметным балканским влиянием. Затем Милан отправился в Париж, где был снят клип на песню «Црв» (Червь). 
24 августа 1994 года EKV сыграли свой последний концерт. Это было выступление на фестивале Pjesma Mediterana (Песня Средиземного моря) в черногорском городе Будва. Уже на следующий день Милану стало плохо, и его забрали в больницу. Чуть позже ему поставили диагноз — рак поджелудочной железы. Болезнь быстро прогрессировала, врачи ничего не могли сделать, и 5 ноября 1994 года Милан Младенович умер в Белграде в возрасте 36 лет. EKV прекратила своё существование. Процедуру прощания показывали по Центральному Сербскому Телевидению. Похоронили его на белградском кладбище «Ново гробље».

## Память
В трёх столицах бывших республик Югославии — Белграде, Загребе и Подгорице — именем Младеновича названы городские улицы. Кроме того, в сербском городе Нови Сад есть переулок его имени ("пролаз Милана Младеновича").
Весной 2011 года Либерально-демократическая партия Сербии выступила с инициативой придания названию площади перед белградским Молодёжным центром имени Милана Младеновича. Это инициативу горячо поддержали жители Белграда, собрав более 15000 подписей за 12 суток. Согласно решению городского совета от 14 июля 2011 года, площадь получила название «Площадь Милана Младеновича» (серб. Плато Милана Младеновића).